# Head Machine
Head Machine är en brittisk rockgrupp med anonyma musiker vars pseudonymer är uppenbara ordvitsar med deras riktiga namn. Den ende som står under sitt eget namn är The Gods producent David Paramour. Gruppen gav ut skivan Orgasm 1970, men den spelades förmodligen in någon gång under 1969 mellan Ken Hensleys sessioner i Toe Fat och Uriah Heep.
Musikerna gick antagligen under pseudonym av kontraktsmässiga skäl. När skivan släpptes spelade de alla i andra grupper. Medlemmarna har identifierats som:
- Ken Leslie: Ken Hensley (orgel/piano/gitarr) - Leslie syftar på förstärkaren med samma namn.
- John Leadhen: John Glasscook (bas/gitarr) - Leadhen tydlig anspelning på tupp.
- Brian & Lee Poole: Brian Glascook och Lee Kerslake (trummor) - Pool... sjö...
- Mike Road [oidentifierad] (slagverk)

Sång: Ken Leslie, David Paramour och John Leadhen

Producent: David Paramour
Gruppens musikstil är tung progressiv rock, en kombination av Uriah Heep och Toe Fat. Skivan är en temaskiva som handlar om sex. Låtarna tillskrivs David Paramour trots att de tydligt bär Ken Hensleys signum. Några av låtarna finns även med på Toe Fats skivor men tillskrivs där Cliff Benett. Uppenbarligen är Hensley den egentlige låtskrivaren, och att you tried to take it all (du försökte ta allt) finns med på skivan kan bara ses som en hämnd från hans sida.

## Låtar
1. Climax - you tried to take it all  (D. paramor) 6.52
2. Make the feeling last  (D. paramor) 3.38
3. You must come with me  (D. paramor) 4.55
4. The girl who loved, the girl who loved  (D. paramor) 3.35
5. Orgasm  (D. paramor) 8.54
6. The first time  (D. paramor) 5.00
7. Scattering seeds  (D. paramor) 3.21